# Різдорфер Микола
Емеріх-Мико́ла Різдо́рфер (нар. 5 грудня 1901, м. Рахів — червень 1981, Німеччина) — український лікар та відомий громадський діяч на Закарпатті, депутат Сойму Карпатської України. Заклав фундамент соціально страхової медицини та геронтології на Закарпатті.

## Життєпис

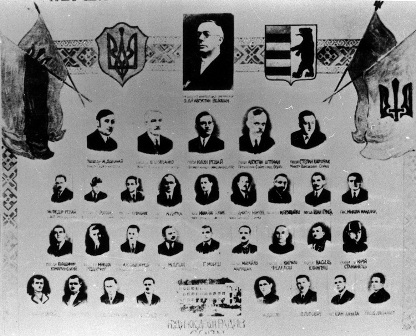
Посли Сойму Карпатської України.
По центру: Президент Карпатської України о. Августин Волошин; Перший ряд зліва направо: Микола Долинай, Юлій Бращайко, Юліян Ревай, Августин Штефан, Степан Клочурак; Другий ряд: Федір Ревай, Степан Росоха, Леонід Романюк, Августин Дутка, Михайло Тулик, Дмитро Німчук, Михайло Бращайко, Іван Грига, Микола Мандзюк; Третій ряд: Володимир Комаринський, Микола Різдорфер, Антон Ернест Олдофреді, Мілош Дрбал, Григорій Мойш, Михайло Марущак, Кирило Феделеш, Василь Климпуш, о. Юрій Станинець; Четвертий ряд: Василь Щобей, Іван Ігнатко, Юрій Пазуханич, Іван Перевузник, Адальберт Довбак, Петро Попович, Іван Качала, Василь Лацанич

Народився 5 грудня 1901 року у місті Рахові. Батько — німець за національністю. Мати із гуцульського роду Молдавчуків. У 1918 році навчався на медичному факультеті Будапештського університету. У 1919 році продовжив своє навчання у Празькому університеті. Був першим головою «Союзу карпаторуських соціал-демократичних студентів» у 1925 році.
У 1926 році взяв участь у науковій конференції в Празі, присвяченій вивченню лікувальних властивостей мінеральних вод Закарпаття. Також у цій конференції узяв участь відомий український біохімік Іван Горбачевський. Микола Різдорфер виступив з науковою розвідкою «Буркути Рахівщини». Вона стала поштовхом для наукових досліджень джерел води на Рахівщині. З 1927 року працював у лікарнях Ужгорода та Мукачева. З 1930 року працював дільничим лікарем у Сваляві. Займався проблемами санітарного стану джерел води на Закарпатті та їнього йододефіциту. Керівник українського руху на Свалявщині.
12 лютого 1939 року Різдорфера обрали послом до першого сейму Карпатської України . У списку кандидатів він був під 26-м номером. Разом з Миколою Долинаєм увійшов до соціально-здоровельної комісії .
У 1939 році виїхав з дружиною до Братислави. У 1945 році до Мюнхена. На початку 1950 року виїхав до США.
У 1972 році взяв участь у роботі з'їздах Карпатського Союзу із США та Братства Карпатської Січі.
Останні роки життя провів у Німеччині, де й помер у червні 1981 року.

## Вшанування пам'яті
У селі Росош вулицю Борканюка перейменували на вулицю Миколи Різдорфера.